# Okręg Hérens
Hérens (fr. District d’Hérens, niem. Bezirk Ering) – okręg w Szwajcarii, w kantonie Valais. Siedziba administracyjna okręgu znajduje się w miejscowości Vex.  
Okręg składa się z sześciu gmin (Commune; Politische Gemeinde) o powierzchni 466,07 km² i o liczbie mieszkańców 11 188.

## Gminy
1. Ayent
2. Evolène
3. Hérémence
4. Mont-Noble
5. Saint-Martin
6. Vex

## Zmiany administracyjne
- 1 stycznia 2011
  - utworzenie gminy Mont-Noble z gmin Mase, Nax i Vernamiège